# Psychotria perotensis
Psychotria perotensis är en måreväxtart som beskrevs av Cast.-campos. Psychotria perotensis ingår i släktet Psychotria och familjen måreväxter. Inga underarter finns listade i Catalogue of Life.